# On Trial (film, 1939)
Pour les articles homonymes, voir On Trial.
Pour plus de détails, voir Fiche technique et Distribution.
On Trial est un film de procès américain réalisé par Terry O. Morse et sorti en 1939.
Adapté d'une pièce d'Elmer Rice, c'est un remake des films de 1917 de James Young et de 1928 d'Archie Mayo.

## Synopsis
Un avocat débutant essaye de défendre un meurtrier qui ne fait aucun effort pour l'aider.

## Fiche technique
- Réalisation : Terry O. Morse
- Scénario : Don Ryan d'après la pièce d'Elmer Rice
- Production : Warner Bros.
- Lieu de tournage :  Warner Brothers Burbank Studios
- Images : L. William O'Connell
- Costumes : Howard Shoup
- Musique : Bernhard Kaun
- Montage : James Gibbon
- Durée : 61 minutes
- Date de sortie :
  - États-Unis : 1er avril 1939

## Distribution
- Margaret Lindsay : Mae Strickland
- John Litel : Robert Strickland
- Edward Norris : Arbuckle
- Janet Chapman : Doris Strickland
- James Stephenson : Gerald Trask
- Larry Williams : Mr. Glover
- William B. Davidson : Mr. Gray
- Earl Dwire : Juge
- Gordon Hart : Dr. Morgan
- Charles Trowbridge : Henry Dean
- Sidney Bracey : Joe Burke